# Luis Galdames Galdames
Luis Galdames Galdames, (Melipilla, 8 de octubre de 1881 - 20 de noviembre de 1941) fue un abogado, profesor, historiador y político chileno. Participó en la polémica del centenario por la educación en Chile, del lado de Francisco Antonio Encina. Fue creador del Reglamento General de Educación Secundaria, uno de los fundadores del Partido Nacionalista (el primero de esta ideología en el país) y de los redactores de la Constitución de 1925.
Como uno de los académicos de mayor renombre en el Instituto Pedagógico, viaja a perfeccionar el sistema educativo en la Universidad de Costa Rica en el año 1935, época en que el Pedagógico (actual UMCE) era la institución destinada a las ciencias de la educación de mayor prestigio en Sudamérica, y cuyo modelo comenzaba a ser exportado al resto del continente. Su exalumno en Chile, Carlos Monge Alfaro, terminaría siendo rector de la universidad costarricense en los años 60. En 1937 repite la misión pedagógica, esta vez en República Dominicana.
Intelectual imprescindible del nacionalismo chileno, Galdames fue parte de la generación del centenario y fundador del Partido Nacionalista junto a los historiadores Alberto Edwards y Francisco Antonio Encina.

## Biografía
Nació en Melipilla, localidad cercana a Santiago de Chile, en 1881 hijo del matrimonio de los primos Francisco Galdames y Aurelia Galdames. Estudiará dos carreras en la Universidad de Chile: 
- Profesor de Historia y Geografía en el Instituto Pedagógico de la Universidad de Chile, titulándose en 1900; aquí es compañero del futuro Presidente de Chile, Pedro Aguirre Cerda.[1]
- Abogado en la Facultad de Derecho titulándose en 1903; en donde es alumno de Valentín Letelier.[1]

Ejercerá su vocación de profesor en el Instituto Nacional y en el Liceo Manuel Barros Borgoño, Instituto Comercial de Santiago, llegando pocos años después a ser nombrado rector del Liceo Miguel Luis Amunátegui en 1913. En 1928 fue nombrado profesor del departamento de Historia y Geografía del Instituto Pedagógico y llegará a ser decano de la Facultad de Filosofía y Ciencias de la Educación de la Universidad de Chile.
Participa en la polémica sobre la educación chilena durante la "crisis del Centenario" que se dio en Chile al cumplir su primer siglo de vida. Se retirará de la carrera política y ejercerá sus últimos años como académico de la Universidad de Chile. Muere en 1941.

## Vida política
- En 1914 participa en la fundación del Partido Nacionalista de Chile junto a Francisco Antonio Encina, Guillermo Subercaseaux y Alberto Edwards Vives.
- En 1918 fue candidato a diputado por Santiago.
- En 1925 participó en la Comisión que elaboró la Constitución Política que regirá desde 1925 a 1973.
- En 1927 durante el gobierno de Carlos Ibáñez del Campo se desempeñó como director de Educación Secundaria.
- 1938 Director Nacional de Educación Primaria.

## Obra selecta
- El Decenio de Montt (1904)
- Estudio de Historia de Chile (1911) (reeditada 8 veces en vida del autor, y por última vez en 1996; edición norteamericana de 1941, texto integral, pero traducido en inglés)
- Geografía Económica (1911; 1936)
- Educación económica e intelectual (1912)
- Temas pedagógicos (1913)
- La gratuidad en la educación (1913)
- La evolución cultural de Chile: 1810-1925 (1932)
- Dos estudios educacionales (1932)
- La Universidad de Chile (1843-1934) (1935)
- Informe de trabajo (1935, Vol. I, Costa Rica)
- La juventud de Vicuña Mackenna (1932)
- La Escuela y el Estado (1936)
- Valentín Letelier y su obra (1937)